# Мухаррам
Муха́ррам, мухарре́м (араб. محرم — заповідний, священний)  — перший місяць мусульманського місячного календаря, один з чотирьох доісламських священних місяців, в який можливо здійснювати паломництво в Мекку (хадж). У місяці 29 днів. В ісламі мухаррам — місяць роздачі милостині.
Перші десять днів вважаються благословенними. На 9-й і 10-й день місяця припадає свято Ашура, яке для сунітів є днем послання Аллахом великої благодаті десяти пророкам ісламу.
Для шиїтів це, навпаки, є днем жалоби за вбитим імамом Хусейном, що відзначається публічними заподіяннями собі ушкоджень (Шахсей-вахсей).